# Kostel svatého Mikuláše (Přísečnice)
Římskokatolický kostel svatého Mikuláše  obklopený hřbitovem stával v zaniklém městě Přísečnici v okrese Chomutov. Po vzniku městečka byl farním kostelem, ale když po roce 1583 tuto jeho funkci převzal nově postavený kostel Panny Marie, stal se kostelem hřbitovním v přísečnické farnosti.

## Historie

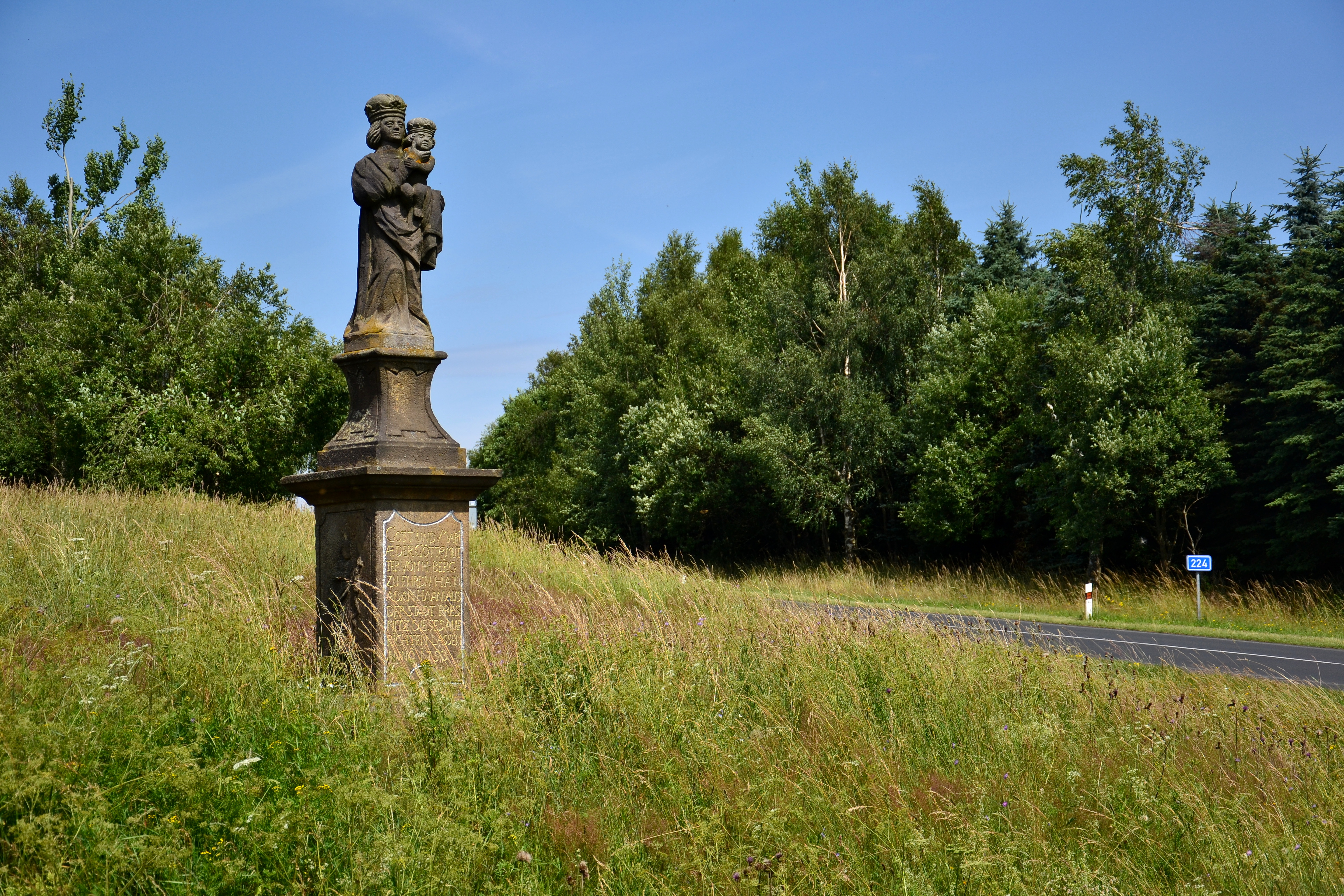
Socha Panny Marie z přísečnického hřbitova

Gotický kostel založili pravděpodobně páni ze Šumburka, kterým Přísečnice patřila od roku 1351. V roce 1510 v něm byl pohřben Bohuslav Hasištejnský z Lobkovic a před ním několik jeho předků, ale určit jeho pozůstatky se nepodařilo ani během archeologického průzkumu provedeného roku 1973. V roce 1775 proběhla barokní přestavba kostela a roku 1811 byl obnoven po požáru města. Zbořen byl v roce 1963, protože údajně překážel dopravě.
V kostele byl při oltáři svaté Doroty pravděpodobně roku 1435 pohřben zakladatel rodu Lobkoviců Mikuláš I. Chudý z Lobkovic, který držel část Přísečnice již od roku 1418. Kenotaf Mikuláše Chudého i Bohuslava Hasištejnského se dnes nachází nedaleko v kostele svatého Jakuba Většího v Louchově, který byl již od počátků též součástí přísečnického panství Lobkoviců a současně je nejstarším kostelem v Krušných horách.
Zachovala se neověřená zpráva o jeho dobývání uvedená ve Starých letopisech českých: „Za válečných událostí v Čechách na sklonku poděbradské doby (1468), zběhl Hasištejnského kaplan a zradil křižákům lobkovickou Přísečnici, kam křižáci vpadli. Obyvatelé horského příhraničního městečka využili jako své útočiště kostel svatého Mikuláše, který byl zřejmě uzpůsoben k obraně. Jan z Lobkovic se o obléhání dozvěděl a za pomoci oddílů pana z Veitmile a Žateckých přitáhl se svým vojskem na pomoc blízké Přísečnici. Křižáci se o tažení dozvěděli a ještě před střetem utekli. Hasištejnského oddíly prý ve městě nalezly pouze jakéhosi malého kluka v křižácké suknici, na kterém se nechtěli mstít, ačkoliv se předtím Hasištejnský zařekl, že dá upálit každého křižáka, kterého při tažení zajme.“

## Stavební podoba
Bezvěžový jednolodní kostel s obdélným půdorysem byl ukončen pravoúhlým presbytářem s hrotitým oknem a portálem. Loď měla původně plochý strop, který se však i s krovem zřítil ještě před demolicí. Klenba v presbytáři byla žebrová. Na severní straně kostela byl umístěn alianční znak rodů Bocků a Pollacků.